# همراه عزیزم
همراه عزیزم (انگلیسی: Darling Companion) فیلمی در ژانر کمدی و درام به کارگردانی لارنس کاسدان است که در سال ۲۰۱۲ منتشر شد.

## بازیگران
- مارک دوپلاس
- ریچارد جنکینز
- داین کیتن
- کوین کلاین
- الیزابت ماس
- سام شپارد
- دایان ویست
- آیلیت زورر
- لیندسی اسلون